# ミシェル・ブジュナー
ミシェル・ブジュナー（仏: Michel Boujenah , 1952年11月2日 - ）は、フランスの俳優、コメディアン、映画監督、脚本家。

## 生い立ち
幼少期をチュニジアで過ごす。1963年、11歳で両親とともにフランスへと渡り、パリ南部の都市バニューで暮らしはじめた。そして1967年、15歳になった彼は幼い頃からの夢であった俳優になることを決意する。当時在学していたパリ6区の学校エコールアルザスでアンドレ・シュヴァルト＝バルトの著書『Le Dernier des Justes』についての口頭発表を行った際、自分にストーリーテラーの才があると自覚したのがきっかけだった。やがて同校の劇場へ参加したのちバカロレアに合格したミシェルは、ストラスブール国立劇場の演劇試験を受けるも不合格となる。チュニジア訛りが原因であった。

## キャリア
1972年、友人であるポール・アリオとコリンヌ・アトラス二人と劇団「La Grande Cuillère」を旗揚げし、郊外のアマチュア俳優たちとともに作品を上演した。また彼は6年間、子供たちを養うためキャバレーで自作の台本を上演する活動も行った。一人芝居では演出と脚本をすべて自ら手がけるなどし、自分のスタイルを確立させていく。1980年、コリンヌと共同脚本で臨んだ演劇「Albert」をパリのルセルネール劇場で上演し、大成功を収める。ミシェルは自身を題材に、フランスに移住したチュニジアのユダヤ人を演じた。その後も移民である出自をユーモラスに表現した演劇を製作・上演するうち、それがメディアや世間に認められて彼のキャリアが本格的にスタートした。

一方、映画界ではジャン・サンタモン監督の『Mais qu'est-ce que j'ai fait au bon Dieu pour avoir une femme qui boit dans les cafés avec les hommes ?』で映画俳優としてのキャリアをスタートする。1985年には、コリーヌ・セロー監督『赤ちゃんに乾杯!』での演技が認められて第11回セザール賞助演男優賞を受賞するなど、映画俳優として盤石の地位を築く。その後も1992年に公開されたアリエル・ゼトゥン監督の『Le Nombril du monde』で第19回セザール賞主演男優賞にノミネートされるなど、着実にキャリアを積んでいく。

1998年、ミオパチーと神経筋疾患に関する人道援助のため、フランス2の特別番組スポンサーとなる。

2003年、フィリップ・ノワレ、シャルル・ベルラン、甥のマチュー・ブジュナーとともに初の監督・脚本映画『Père et Fils』を発表し、第29回セザール賞新人監督賞にノミネートされた。同作ではほかにパスカル・エルベが有望若手男優賞にノミネートされている。

2007年、死去したジャン＝クロード・ブリアリの後任としてラマチュエル・フェスティバルの芸術監督に就任した。

## フィルモグラフィー

### 映画
- Mais qu'est-ce que j'ai fait au bon Dieu pour avoir une femme qui boit dans les cafés avec les hommes ?（フランス語版）（1980年、監督：ジャン・サンタモン（フランス語版））
- Fais gaffe à la gaffe !（フランス語版）（1981年、監督：ポール・ブジュナー（フランス語版））
- Rock and Torah（フランス語版）（1983年、監督：マルク＝アンドレ・グリンバウム（フランス語版））
- Tranches de vie（フランス語版）（1985年、監督：フランソワ・ルテリエ（フランス語版））
- 赤ちゃんに乾杯!（1985年、監督：コリーヌ・セロー）
- Le Voyage à Paimpol（フランス語版）（1985年、監督：ジョン・ベリー（フランス語版））
- La Dernière Image（フランス語版）（1986年、監督：モハメッド・ラカーダル＝ハミナ （フランス語版））
- スウィート・トラブル/フレディの災難（フランス語版）（1986年、監督：ジャック・オメズギーヌ（フランス語版））
- 大迷惑 (映画)（フランス語版）（1987年、監督：ジェラール・ウーリー）
- Les Surprises de l'amour（フランス語版）（1988年、監督：カロリーヌ・ショミエンヌ（フランス語版））
- Moitié-moitié（フランス語版）（1989年、監督：ポール・ブジュナー）
- La Totale !（フランス語版）（1991年、監督：クロード・ジディ）
- Le Nombril du monde（フランス語版）（1992年、監督：アリエル・ゼトゥン（フランス語版））
- レ・ミゼラブル（1995年、監督：クロード・ルルーシュ）
- Ma femme me quitte（フランス語版）（1996年、監督：ディディエ・カミンカ（フランス語版））
- ラグレットの夏（フランス語版）（1996年、監督：フェリッド・ブーゲディール）
- Une femme très très très amoureuse（フランス語版）（1997年、監督：アリエル・ゼトゥン）
- XXL (映画)（フランス語版）（1997年、監督：アリエル・ゼトゥン）
- ドン・ジュアン (1998年の映画)（フランス語版）（1998年、監督：ジャック・ウェベール（フランス語版））
- La Grande Vie !（フランス語版）（2001年、監督：フィリップ・ダジュー（フランス語版））
- 赤ちゃんに乾杯! 18年後（2003年、監督：コリーヌ・セロー）
- Père et Fils（フランス語版）（2003年）※監督・脚本・出演
- 車の鍵（フランス語版）（2003年、監督：ローラン・バフィ（フランス語版））
- Trois Amis（フランス語版）（2007年）※監督・脚本のみ
- Le Dernier Gang（フランス語版）（2007年、監督：アリエル・ゼトゥン）
- Les Bureaux de Dieu（フランス語版）（2008年、監督：クレール・シモン（フランス語版））
- Ultimatum（フランス語版）（2009年、監督：アラン・タスマ（フランス語版））
- La Grande Vie（フランス語版）（2009年、監督：エマニュエル・サランジェ）
- Cendrillon au Far West（フランス語版）（2012年、監督：パスカル・エロール（フランス語版））
- はじまりのボーイミーツガール（2016年）※監督・脚本のみ
- On est fait pour s'entendre（フランス語版）（2021年、監督：パスカル・エルベ（フランス語版））
- Le Petit Blond de la Casbah（フランス語版）（2023年、監督：アレクサンドル・アルカディ（フランス語版））
- 14 Jours pour aller mieux（フランス語版）（2024年、監督：Édouard Pluvieux（フランス語版））
- N'avoue jamais（フランス語版）（2024年、監督：イヴァン・カルベラック（フランス語版））
- Finalement（フランス語版）（2024年、監督：クロード・ルルーシュ）